# Transparència Internacional
Transparència Internacional (en anglès: Transparency International) o TI és una organització no governamental que supervisa i difon la corrupció empresarial i política en el desenvolupament internacional. Originalment fundada a Alemanya al maig 1993 com una organització sense ànim de lucre, Transparència Internacional és ara una organització internacional no governamental. Publica un Índex de percepció de corrupció anual, que és un llistat comparatiu de la corrupció a tot el món. La seu es troba a Berlín, Alemanya.
L'organització defineix la corrupció com l'abús del poder per a benefici privat.
Transparència Internacional es compon de capítols - establerts a nivell local, com organitzacions independents - que avaluen directament la corrupció en els seus respectius països. Des de petits suborns als saquejos a gran escala, la corrupció difereix de país a país. Ja que els capítols compten amb personal amb experts locals, estan en una posició ideal per determinar les prioritats i els enfocaments més adequats per combatre la corrupció en els seus països. Aquest treball abasta des de la visita a les comunitats rurals per proporcionar assistència legal gratuïta a assessorar al seu govern sobre la reforma política. La corrupció no s'atura en les fronteres nacionals. Els capítols tenen un paper crucial en la formació del seu treball col·lectiu i la realització dels seus objectius regionals i globals, com l'Estratègia 2015.
El 2013 Transparència Internacional va publicar Government Defence Anti-corruption Index amb el qual es va mesurar la corrupció en el sector de la defensa de 82 països. Alguns governs van expressar crítiques a la metodologia de l'informe. Marc Pyman va defensar l'informe en una entrevista i va destacar la importància de la transparència en el sector militar. Es preveu publicar l'índex de cada dos anys.